# La Princesa
La Princesa är en ort i Mexiko.   Den ligger i kommunen Santa María Petapa och delstaten Oaxaca, i den sydöstra delen av landet, 500 km sydost om huvudstaden Mexico City. La Princesa ligger 189 meter över havet och antalet invånare är 129.
Terrängen runt La Princesa är huvudsakligen platt, men den allra närmaste omgivningen är kuperad. Runt La Princesa är det ganska glesbefolkat, med 23 invånare per kvadratkilometer. Närmaste större samhälle är Matías Romero, 6,8 km sydväst om La Princesa. Omgivningarna runt La Princesa är en mosaik av jordbruksmark och naturlig växtlighet.